# عبدالله سیما
عبدالله سیما یک ملی‌پوش فوتبال اهل سنگال است که در حال حاضر در پست وینگر و مهاجم به صورت قرضی از برایتون برای رنجرز بازی می‌کند.